# Backhaus (Gettenbach)

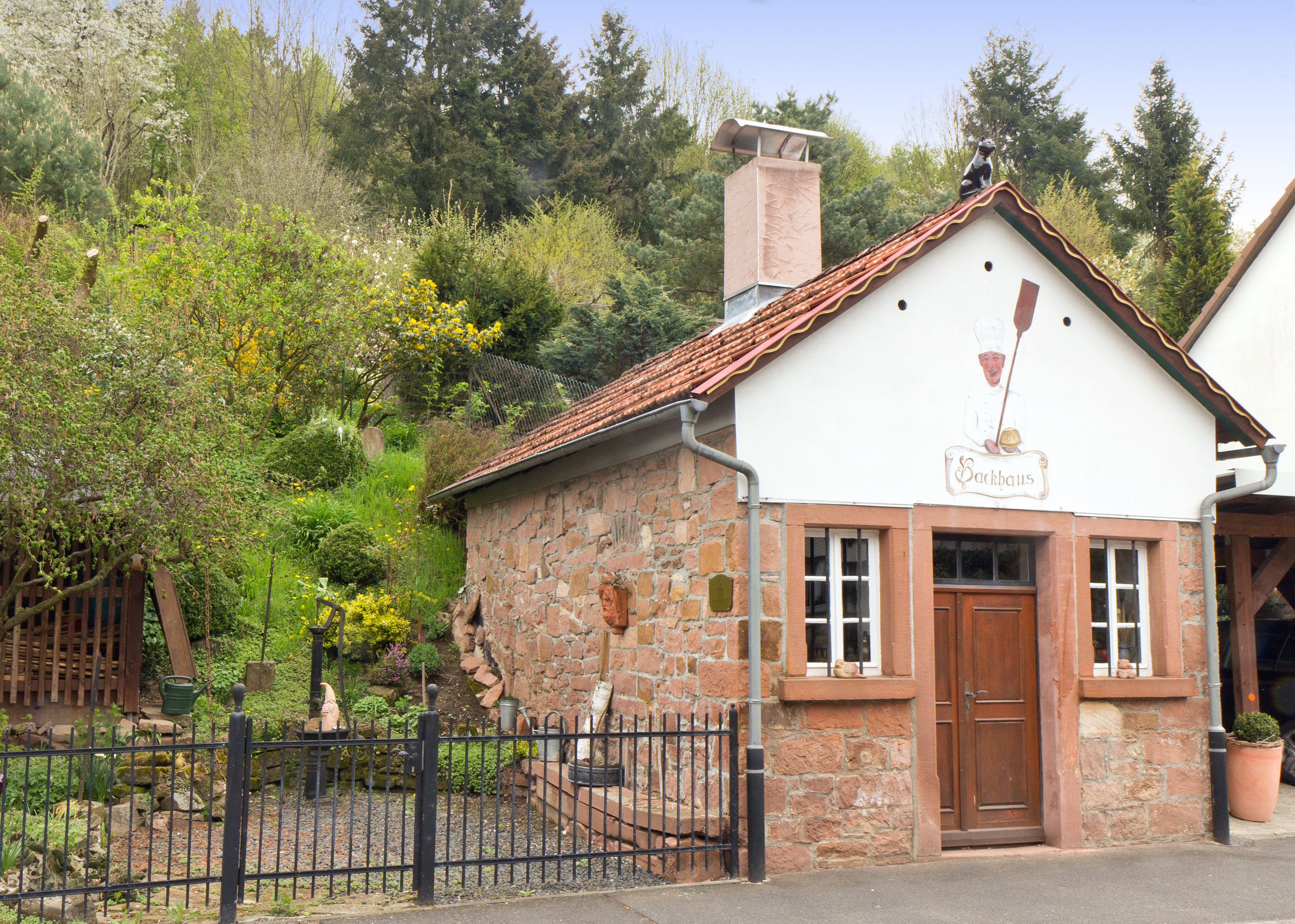
Backhaus in Gettenbach

Das Backhaus in Gettenbach, einem Gemeindeteil von Gründau im hessischen Main-Kinzig-Kreis, wurde 1840 errichtet. Das Backhaus bei der Eichelkopfstraße Nr. 75 ist ein geschütztes Kulturdenkmal. 
Der kleine giebelständige Satteldachbau aus grob behauenen Sandsteinquadern mit Eckquaderung und einer Hausteinrahmung der Fenster und der Tür, ebenfalls aus heimischem Sandstein, wurde bis in die 1950er Jahre genutzt.
In den 1970er und 1980er Jahren wurde das Gemeindebackhaus wiederbelebt.